# Buffalo Springfield (album)
Buffalo Springfield je první studiové album americké folkrockové skupiny Buffalo Springfield, původně vydané v prosinci 1966 u vydavatelství Atco Records. Písně byly nahrány v rozmezí července a září 1966 ve studiu Gold Star Studios v Los Angeles. Producenty alba byli Charles Greene a Brian Stone.

## Seznam skladeb
| Pořadí | Název                                  | Autor          | Délka |
| ------ | -------------------------------------- | -------------- | ----- |
| 1.     | Go and Say Goodbye                     | Stephen Stills | 2:20  |
| 2.     | Sit Down I Think I Love You            | Stills         | 2:32  |
| 3.     | Leave                                  | Stills         | 2:42  |
| 4.     | Nowadays Clancy Can't Even Sing        | Neil Young     | 3:25  |
| 5.     | Hot Dusty Roads                        | Stills         | 2:50  |
| 6.     | Everybody's Wrong                      | Stills         | 2:23  |
| 7.     | Flying on the Ground Is Wrong          | Young          | 2:40  |
| 8.     | Burned                                 | Young          | 2:16  |
| 9.     | Do I Have to Come Right Out and Say It | Young          | 3:01  |
| 10.    | Baby Don't Scold Me                    | Stills         | 3:04  |
| 11.    | Out of My Mind                         | Young          | 3:05  |
| 12.    | Pay the Price                          | Stills         | 2:36  |

## Obsazení
- Richie Furay – zpěv, rytmická kytara
- Dewey Martin – bicí, doprovodné vokály
- Bruce Palmer – baskytara
- Stephen Stills – sólová kytara, klávesy, zpěv
- Neil Young – sólová kytara, harmonika, klavír, zpěv